# William Yarbrough
William Paul Yarbrough Story (ur. 20 marca 1989 w Aguascalientes) – amerykański piłkarz z obywatelstwem meksykańskim występujący na pozycji bramkarza, reprezentant Stanów Zjednoczonych.

## Kariera klubowa
Yarbrough jest synem amerykańskich imigrantów, którzy w latach 80. przenieśli się z Teksasu do Meksyku, osiadając w stanie Aguascalientes. Pochodzi z miasta Aguascalientes i jest wychowankiem tamtejszego drugoligowego klubu Gallos de Aguascalientes, w którym rozpoczął treningi już w wieku sześciu lat. Jako szesnastolatek przeniósł się do czołowej w kraju akademii juniorskiej zespołu CF Pachuca, gdzie terminował przez kolejne pięć lat. Nigdy nie potrafił się jednak przebić do seniorskiej drużyny i w ciągu kolejnych sezonów był wypożyczany do trzecioligowych rezerw Pachuki – najpierw był zawodnikiem Universidad del Fútbol, a następnie Alto Rendimiento Tuzo, Tampico Madero FC i Titanes de Tulancingo. W styczniu 2012 zasilił drugoligowy Club León dzięki współpracy pomiędzy obydwoma klubami (posiadającymi tego samego właściciela – Grupo Pachuca). W wiosennym sezonie Clausura 2012 jako drugi bramkarz wygrał z nim rozgrywki Liga de Ascenso i awansował do najwyższej klasy rozgrywkowej.
W pierwszej lidze Yarbrough przez pierwsze kilka miesięcy pozostawał trzecim golkiperem Leónu, po Melitónie Hernándezie i Christianie Martínezie, lecz w późniejszym czasie wygrał z nimi rywalizację i wywalczył sobie pewne miejsce między słupkami. W Liga MX zadebiutował za kadencji urugwajskiego szkoleniowca Gustavo Matosasa, 3 marca 2013 w przegranym 0:1 spotkaniu z Pueblą, zaś w lipcu 2013 zasilił León na stałe, umacniając swoją pozycję w wyjściowej jedenastce. W jesiennym sezonie Apertura 2013, będąc kluczowym zawodnikiem drużyny, zdobył z nią pierwszy w swojej karierze tytuł mistrza Meksyku i sukces ten powtórzył również pół roku później, podczas wiosennych rozgrywek Clausura 2014. Później chwilowo stracił pozycję w bramce na rzecz Martíneza i w roli rezerwowego doszedł z Leónem do finału krajowego pucharu – Copa MX, bezpośrednio po tym odzyskując miejsce w składzie.
| Sezon     | Klub                   | Kraj   | Rozgrywki        | Mecze | Bramki |
| --------- | ---------------------- | ------ | ---------------- | ----- | ------ |
| 2007/2008 | Universidad del Fútbol | Meksyk | Segunda División | 36    | 0      |
| 2008/2009 | Universidad del Fútbol | Meksyk | Segunda División | 3     | 0      |
| 2008/2009 | Alto Rendimiento Tuzo  | Meksyk | Segunda División | 6     | 0      |
| 2009/2010 | Universidad del Fútbol | Meksyk | Segunda División | 12    | 0      |
| 2010/2011 | Tampico Madero FC      | Meksyk | Segunda División | 28    | 0      |
| 2011/2012 | Titanes de Tulancingo  | Meksyk | Segunda División | 13    | 0      |
| 2011/2012 | Club León              | Meksyk | Ascenso MX       | 0     | 0      |
| 2012/2013 | Club León              | Meksyk | Liga MX          | 9     | 0      |
| 2013/2014 | Club León              | Meksyk | Liga MX          | 42    | 0      |
| 2014/2015 | Club León              | Meksyk | Liga MX          | 22    | 0      |
| 2015/2016 | Club León              | Meksyk | Liga MX          | 24    | 0      |
| 2016/2017 | Club León              | Meksyk | Liga MX          |       |        |

## Kariera reprezentacyjna
Dysponujący podwójnym obywatelstwem Yarbrough zdecydował się na występy w kadrze ojczyzny swoich rodziców. W reprezentacji Stanów Zjednoczonych zadebiutował za kadencji niemieckiego selekcjonera Jürgena Klinsmanna, 31 marca 2015 w zremisowanym 1:1 meczu towarzyskim ze Szwajcarią. Trzy miesiące później został powołany na Złoty Puchar CONCACAF, podczas którego nie rozegrał jednak ani jednego spotkania, pozostając wyłącznie rezerwowym dla Brada Guzana. Amerykanie odpadli natomiast z turnieju w półfinale, przegrywając w nim z Jamajką (1:2) i zajęli ostatecznie czwarte miejsce.